# Bernat Lassaleta
 (septembre 2014).
Si vous disposez d'ouvrages ou d'articles de référence ou si vous connaissez des sites web de qualité traitant du thème abordé ici, merci de compléter l'article en donnant les références utiles à sa vérifiabilité et en les liant à la section « Notes et références ».
Bernat Lassaleta Perrín, né le 20 août 1882 à Alicante (Communauté valencienne, Espagne) et mort le 12 mars 1948 à Barcelone (Catalogne, Espagne), est un footballeur espagnol et un ingénieur industriel.

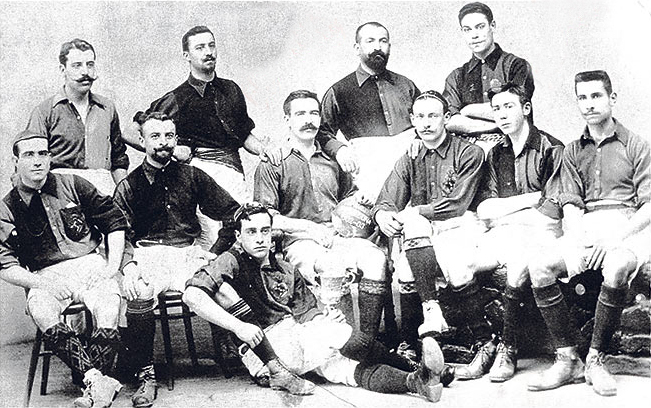
Le Barça en 1903, vainqueur de la Copa Barcelona. Debout : Llobet, Terradas, Reig et Vidal. Assis : Lluís d'Ossó, Steinberg, Meyer, Witty, Gamper, Harris et Bernat Lassaleta.

## Biographie
Bernat Lassaleta joue au FC Barcelone entre 1902 et 1904. Il remporte le championnat de Catalogne avec le Barça.
Il est ensuite professeur de metalurgie générale et technologie électrique à l'École d'Ingénieurs Industriels de Barcelone, professeur de mathématiques à l'École de Directeurs d'Industries Électriques et à celle d'Experts Industriels de Barcelone. À partir de 1910, il est chef du laboratoire d'essais de l'entreprise Siemens Schuckert Indústria Elèctrica SA en Catalogne. En 1921, il entre comme académicien surnuméraire à l'Acadèmia de Ciències i Arts de Barcelone. 
En 1923, il fait partie du comité qui accueille Albert Einstein lors de sa visite en Catalogne sur l'invitation de la Mancomunitat de Catalogne.